# Que ma volonté soit faite
Pour plus de détails, voir Fiche technique et Distribution.
Que ma volonté soit faite (polonais : Bądź wola moja) est un film dramatique franco-polonais réalisé par Julia Kowalski et sorti dans le cadre de la Quinzaine des cinéastes au Festival de Cannes 2025.

## Synopsis
Une jeune paysanne polonaise découvre qu'elle est dotée de pouvoirs paranormaux qui se manifestent lorsqu'elle éprouve du désir.

## Fiche technique
- Titre original : Que ma volonté soit faite[1],[2]
- Titre polonais : Bądź wola moja[3],[4]
- Réalisation : Julia Kowalski
- Scénario : Julia Kowalski
- Photographie : Simon Beaufils
- Montage : Isabelle Manquillet
- Production : Estelle Robin You, Flavien Giorda, Magdalena Zimecka, Marta Krzeptowska
- Sociétés de production : Grande Ourse Films, Venin Films, Orka, en association avec la SOFICA Indéfilms 13
- Société de distribution : New Story (France)[5]
- Pays de production :  France (79,59 %),  Pologne (20,41 %)[1]
- Langue originale : français
- Format : couleurs - 1,85:1
- Genre : film dramatique
- Durée : 95 minutes
- Dates de sortie : 
  - France : 16 mai 2025 (Festival de Cannes 2025) ; 19 novembre 2025[5] (sortie nationale)
  - Suisse : 7 juillet 2025 (Festival international du film fantastique de Neuchâtel)

## Distribution
- Maria Wróbel : Nawojka
- Roxane Mesquida : Sandra
- Wojciech Skibiński (pl) : Henryk
- Kuba Dyniewicz : Bogdan
- Przemysław Przestrzelski (pl) : Tomek
- Jean-Baptiste Durand : Franck
- Raphaël Thiéry : Badel
- Eva Lallier Juan : Alice
- Laurence Côte : une amie du village

## Production
La réalisatrice française d'origine polonaise Julia Kowalski s'était déjà illustrée dans le drame horrifique avec le moyen métrage J’ai vu le visage du diable, prix Jean-Vigo de la Quinzaine des cinéastes 2023. L'actrice Maria Wróbel, qui tenait déjà le rôle principal de J’ai vu le visage du diable, est de nouveau tête d'affiche pour Que ma volonté soit faite, rejointe par Roxane Mesquida, Przemysław Przestrzelski (pl) et Wojciech Skibiński (pl).
Le titre de travail du film était Sorcière.
Le tournage s'est déroulée du 6 novembre au 11 décembre 2024 en Vendée.

## Distinctions

### Sélections
- Festival de Cannes 2025 : sélection à la Quinzaine des cinéastes